# Federação Real Belga de Hóquei no Gelo
A Federação Real Belga de Hóquei no Gelo é o órgão que dirige e controla o hóquei no gelo da Bélgica, comandando as competições universais  e a Seleção da Bélgica de Hóquei no Gelo.